# Muusoctopus januarii
Muusoctopus januarii ist eine kleine bis mittelgroße Kopffüßer-Art aus der Gattung Muusoctopus und gleichzeitig die Typusart der Gattung. Er lebt im Atlantischen Ozean.

## Merkmale

### Anatomie
Muusoctopus januarii erreicht eine Mantellänge von 65 Millimetern und eine Gesamtlänge von 46,5 Zentimetern. Der Mantel hat eine kugelige Form mit weiter Öffnung. Die Augen sind relativ groß.
Die Tentakeln sind sehr lang und schlank und erreichen die drei bis vier fache Länge des Mantels. Sie sind im Querschnitt zylinderförmig und von unterschiedlicher Länge. Das erste und zweite Armpaar ist deutlich länger als die übrigen beiden. Die Anzahl der einheitlich großen Saugnäpfe variiert zwischen den Armen. Sie sind vom Mund an in zwei Reihen angeordnet und haben einen mäßigen Abstand zueinander. An den längsten Tentakeln befinden sich 180 Saugnäpfe. Sie sind klein und bilden mehrere kleine Infundibula.
Bei männlichen Exemplaren bildet der dritte rechte Arm den Hectocotylus, welcher mit 80 Saugnäpfen bestückt ist. An der Spitze befindet sich eine Ligula, deren Größe mit acht Prozent des hectocotylen Armes vergleichsweise klein ausfällt. Sie besitzt einen umliegenden, flachen, deutlich abgegrenzten Rand und eine flache Innenfläche. In der Spermatophore-Rille liegen im Durchschnitt 20 schwach entwickelte Querrippen. Die Ligula verengt sich gleichmäßig zu einem spitzen Punkt.
Die Kiemen besitzen 7 bis 8 Lamellen pro Demibranch. Der Trichter ist robust, konisch zulaufend und liegt etwa zur Hälfte frei. Die Form des Müllerschen Organs, einem Drüsengewebe im Bereich des Trichters, ist bisher nicht wissenschaftlich beschrieben. Die Radula besteht aus neun Elementen, sieben Zahnreihen und Randplatten.

### Aussehen
In Ethanol eingelegte Präparate von Muusoctopus januarii zeigen eine gleichmäßig rosa-graue Färbung, die im unteren Bereich etwas blasser wird. Einige Exemplare besitzen 9 Reihen kurzer, dünner, gerader dunkler Linien, die in Längsrichtung auf dem Rückenmantel angeordnet sind.

## Lebensraum
Muusoctopus januarii lebt in den Küstengewässern des Westatlantik, vom Golf von Mexiko bis zur mittleren Küste Brasiliens, in einer Tiefe zwischen 350 und 750 Meter unter dem Meeresspiegel.

## Fortpflanzung
Die Weibchen des Muusoctopus januarii legen relativ große Eier mit einer Kapsellänge von 14 Millimetern.

## Systematik
Die Erstbeschreibung der Art erfolgte 1885 durch William Evans Hoyle als Octopus januarii Steenstrup, MS. auf Basis von zwei Belegexemplaren, die im Rahmen der Challenger-Expedition vor der Küste Brasiliens und vor der Küste der japanischen Insel Honshu gesammelt worden waren. Hoyle war 1882 von John Murray damit beauftragt worden die Cephalopoden-Sammlung der Challenger-Expedition wissenschaftlich zu bearbeiten. Er wandte sich an Japetus Steenstrup um Unterstützung und jener lud Hoyle 1884 dazu ein mit der Sammlung nach Kopenhagen zu kommen, um das reichhaltige Vergleichsmaterial des Zoologischen Museums Kopenhagen für seine Untersuchungen zu nutzen.
Hoyle sah in den beiden Exemplaren weitgehende Ähnlichkeiten mit einigen Präparaten aus den Museumsbeständen, die vor der Küste Rio (de) Janeiros gesammelt worden waren. Für diese hatte Steenstrup offenbar bereits den Namen Octopus januarii, in Anlehnung an den Fundort (portugiesisch Janeiro = deutsch Januar), gewählt. Hoyle übernahm diese Bezeichnung für seine Exemplare und nannte Steenstrup als Erstbeschreiber. Da von Steenstrup jedoch keine entsprechende Veröffentlichung bekannt ist, gilt Hoyle offiziell als Erstbeschreiber.
Guy Coburn Robson überführte die Art in die 1921 von Georg Grimpe neu aufgestellte Gattung Benthoctopus. Bei einer genaueren Analyse der Fortpflanzungsorgane stellte er zudem fest, dass die beiden von Hoyle beschriebenen Exemplare nicht derselben Art angehören konnten. Das im Atlantik gefangene Exemplar behielt als Benthoctopus januarii seinen Artzusatz, während das im Pazifik gesammelte Exemplar als Benthoctopus profundorum einer eigenen Art zugewiesen wurde.
2002 konnte Bent Jørgen Muus nachweisen, dass Benthoctopus piscatorum, die Typusart der Gattung Benthoctopus, identisch ist mit Bathypolypus bairdii. Die Gattung Benthoctopus wäre damit als Juniorsynonym von Bathypolypus obsolet geworden. Für den Fall, dass das weitgehend etablierte Taxon Benthoctopus dennoch beibehalten werden sollte, schlug Muus vor, die Gattung neu zu definieren und Benthoctopus januarii (Hoyle, 1985) als neue Typusart festzulegen. Ian G. Gleadall sah 2004 jedoch keine Veranlassung das polyphyletische Sammeltaxon Benthoctopus zu retten und stellte die vorgeschlagene Typusart in eine eigene Gattung, die er zu Ehren von Muus als Muusoctopus bezeichnete.